# Flore (fotografka)

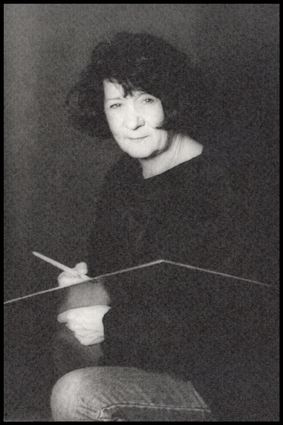
Flore: malířka Olga Gimeno, maminka autorky

FLORE (* 23. srpna 1963 Toulouse) je francouzsko-španělská fotografka a dcera malířky Olgy Gimeno.

## Práce
Flore se začala věnovat fotografii v roce 1977 a po ukončení studia v Toulouse se etablovala v Paříži, kde v současnosti (2020) žije a pracuje.
Mezi její nejvýznamnější díla patří umělecký projekt Carte Blanche garantovaný městem Paříž pro výstavu v galerii Petit Palais, Musée des Beaux Arts města Paříže a její fotografický projekt koncentračního tábora Rivesaltes v jižní Francii. Flore se zabývá rozsáhlými cykly. Realizuje je sama a rozvíjí vedle svých osobních projektů.
Od roku 2008 pracuje na projektu napříč středomořskou pánví pro potřeby cyklu Une Femme Française en Orient a ve spolupráci s kolektivem L'Oeil de l'Esprit vede kurz analogové fotografie.
Několik děl Flore jsou součástí veřejných a soukromých sbírek ve Francii a po celém světě.

## Zastoupení v galeriích
- Galerie Clémentine de la Féronnière – Paříž
- Galerie 127 – Marrákeš
- Galeria Blanca Berlín – Madrid
- Galerie Wada-Garou – Tokio
- Galerie Fotografika – Švýcarsko

## Sbírky
- Petit Palais, Musée des Beaux-Arts de la Ville de Paris
- Francouzská národní knihovna
- Marrákéš, Muzeum fotografie a výtvarného umění
- Mémorial du Camp de Concentration de Rivesaltes
- Galerie du Château d'Eau de Toulouse
- Sbírka Hubert de Wangen
- Sbírka Ely-Michel Ruimy
- Soukromé sbírky v Evropě, Maroku, Spojených státech a Japonsku.

## Ceny a ocenění
- 2018: Prix de photographie de l'Académie des beaux-arts za projekt L'odeur de la nuit était celle du jasmin (Jasmínová vůně noci), série inspirovaná textem o Indočíně spisovatelky Marguerite Duras – Fotografie věcí, které vůbec neexistovaly…

## Knihy
- 2016: Lointains souvenirs, text: Laude Adler, ed. Contrejour & Postcart,
- 2014: Une femme française en Orient, texte de Natacha Wolinski, ed. Postcart, ISBN 978-8898391288
- 2010: CATALOGUE ÉPUISÉ / Une femme française en Orient, Livre+DVD de Adrian Claret-Pérez, Éditions L'Œil de l'Esprit
- 2009: Je me souviens de vous, ed. L'Œil de l'Esprit